# Jens Jensen-Trunderup
 Der er flere personer med dette navn, se Jens Jensen.
Jens Jensen, kendt som Jens Jensen af Trunderup (født 24. december 1812 i Trunderup, Kværndrup Sogn, Fyn, død 10. juni 1906 samme sted) var en dansk gårdmand og politiker.

## Liv og karriere
Jensen blev født i Trunderup, Kværndrup Sogn, på Fyn som søn af gårdfæster Jens Jacobsen (1764-1855) og Ane Jensdatter (1780-1852). Han overtog tidligt styringen af sin fødegård og fik den selv i fæste i 1841. I 1863 købte han den til selveje og afstod den til sin søn i 1893.
Jensen var 1848-53 sogneforstander og 1852-53 folketingsmand for Kværndrupkredsen. Han blev genvalgt i december 1854 og sad herefter uafbrudt til 1876. Han sluttede sig i 1870 til Det forenede Venstre. Fra 1878 til 1886 var han medlem af Landstinget. Han var også medlem af Rigsrådet fra 1857 til 1863, og medlem af Rigsrådets Folketing 1864-1866.
Da Jensens søn af samme navn Jens Jensen i 1879 ville opstille til Folketinget fik han ikke lov af sognerådet i Kværndrup, sognerådet mente ikke han var berettiget fordi han var ungkarl, under 30 år og ikke havde fast ejendom, men i stedet boede hjemme hos sin far. Sønnen lagde sag an mod sognerådet, der krævede frifindelse med følgende forsvar: "Sogneraadet har paastaaet sig frifundet, fordi ditanten, som er hjemme hos sin Fader og ikke har egen husstand, maa betragtes som værende i privat tjenesteforhold til sin Fader og derved i Følge Valglovens § 3 er udelukket fra at være Vælger". Efter en strid ved domstolene endte sagen med at sønnen blev optaget på valglisten fra den dag han fyldte 30 år.
Jensen blev i 1841 gift med Ane Hansdatter (herefter Ane Jensen) (1818-97), datter af gårdfæster Hans Jørgensen og hustru Kirsten Pedersdatter, som bl.a. virkede for kvinders ret til uddannelse. Han var far til folketingsmand Jens Aadal.